# Le Corbeau (film, 1935)
Pour les articles homonymes, voir Le Corbeau.
Pour plus de détails, voir Fiche technique et Distribution.
Le Corbeau (The Raven) est un film d'horreur américain réalisé par Lew Landers, sorti en 1935, d’après le poème éponyme d' Edgar Allan Poe.

## Synopsis
Le Docteur Vollin, chirurgien de renom et admirateur d'Edgar Poe, collectionne les instruments de torture dans une cave secrète de sa résidence. Il s'éprend de la jolie Jean Thatcher, la femme qu'il a sauvée à la suite d'un accident. Repoussé par la famille de celle-ci, il défigure le criminel Edmond Bateman pour en faire l'instrument de sa vengeance.

## Fiche technique
- Titre : Le Corbeau
- Titre original : The Raven
- Réalisation : Lew Landers (sous son véritable nom de Louis Friedlander)
- Scénario : David Boehm d'après Edgar Allan Poe, avec la contribution non créditée de Guy Endore, John Lynch, Clarence Marks, Dore Schary, Michael L. Simmons et John Tully / Dialogues : Florence Enright
- Production : David Diamond et Stanley Bergerman
- Musique : Clifford Vaughan
- Photographie : Charles J. Stumar
- Chorégraphie : Theodore Kosloff
- Montage : Albert Akst
- Pays de production : États-Unis
- Format : Noir et blanc
- Genre : Fantastique
- Durée : 61 minutes
- Date de sortie :
  - États-Unis : 8 juillet 1935

## Distribution
- Boris Karloff : Edmond Bateman
- Béla Lugosi : Dr Richard Vollin
- Lester Matthews : Dr Jerry Halden
- Irene Ware : Jean Thatcher

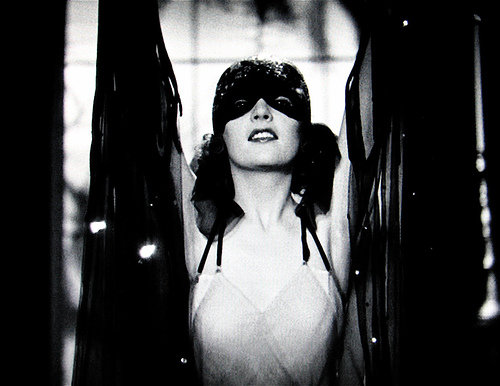
Irene Ware

- Samuel S. Hinds : le juge Thatcher
- Spencer Charters : le colonel Bertram Grant
- Inez Courtney : Mary Burns
- Ian Wolfe : Geoffrey
- Maidel Turner : Mme Harriet Grant
- Bud Osborne (non crédité) : un policier
- Joe Howarth : l'employé de la pharmacie
- Madeleine Talcott : l'infirmière
- Cyril Thornton : le domestique du Dr Vollin

## Sortie vidéo
Le film sort en combo DVD/Blu-ray le 18 août 2020 édité par Elephant Films.